# Гвендолин (фильм)
«Гве́ндолин» (англ. Gwendoline) — кинофильм. Есть другие названия фильма: «Опасные приключения Гвендолин в стране Ик-Як», «Золотая бабочка». Фильм снят по комиксам Джона Вилли «Приключения милой Гвендолин» (англ. «The Adventures of Sweet Gwendoline»).

## Сюжет
Приключенческий фильм от создателя фильмов «Эммануэль» и «История О» повествует о приключениях двух европейских девушек — госпожи (юной воспитанницы монастыря, которая отправилась на поиски отца в далёкий Китай) и её служанки — в экзотической восточной стране Ик-Як (Yik-Yak), населённой причудливыми обитательницами — амазонками.
Девушек сопровождает молодой и привлекательный контрабандист Уиллард, который спас их от насильников. Он решает помочь Гвен найти отца и редкую бабочку, в поисках которой тот отправился в Китай. Обитательницы Ик-Як живут замкнуто, каждый появляющийся в стране мужчина становится желанной добычей. Право проведения ночи с Уиллардом разыгрывается в качестве приза спортивных соревнований. Побеждает Гвендолин; а вовремя произошедшее землетрясение помогает героям сбежать из плена.

## В главных ролях
| Актёр            | Роль           |
| ---------------- | -------------- |
| Тауни Китаен     | Гвендолин      |
| Брент Хафф       | Уиллард        |
| Забу             | Бет            |
| Бернандетт ЛаФон | Королева Ик-Як |
| Жан Ружери       | Д’Арси         |

Слоган фильма «Outrageous adventures in the Kingdom of Women».

## Влияние фильма
- По мнению зрителей, фильм представляет собой смесь Индианы Джонса и Барбареллы[2].
- Действие фильма разворачивается в конце 1930[3].
- В 2006 году был выпущен документальный фильм «Последнее искушение справедливости», в котором рассказывалось о съемках[4].